# Joseph Neutens
Joseph Neutens (Brugge, 8 mei 1874 - 1 mei 1965) was een Belgisch kunstschilder.

## Levensloop
Neutens was een van de vijf zoons van meester-decoratieschilder Jean-Armand Neutens en van Eugénie Wante.
Na enkele jaren kostschool in het college van Moeskroen, volgde hij van 1890 tot 1893 lessen aan de Stedelijke Academie voor Schone Kunsten Brugge, bij Pieter Raoux en Edmond Van Hove. In 1900 werd hij leraar lijntekenen, projectietekeningen en perspectief in de Brugse nijverheidsschool.
Hij vestigde zich in de Sint-Amandsstraat en vervolgens langs de Koningin Elisabethlaan en adverteerde voor zijn activiteiten als 'versieringsschilder', 'decoratieschilder', 'aannemer van schilderwerken'. Een van de werken waar hij met voldoening over adverteerde was de decoratie van het salon en de veranda van de woning Ten Wyngaerde behorende aan de wijnhandelaar Castermans, in de Sint-Jakobsstraat. Op zes panelen schilderde hij er pittoreske Brugse stadsgezichten.
In 1906 trouwde hij met Herminie Van Daele (1890-1950) en ze kregen vier dochters en een zoontje, dat vroeg stierf.
In 1908 stichtte hij in Brugge het Werk van de Leertijd. Hij werd voorzitter van deze beroepsopleiding en bleef er bij betrokken tot in 1947.
Vanaf 1920 evolueerde hij stilaan naar het kunstschilderschap. In 1933 bouwde hij zich een huis met atelier in de huidige Kardinaal Mercierstraat.
In 1955, weduwnaar en 81 geworden, verhuisde hij naar Nice. Ziekte deed hem in 1965 naar Brugge terugkeren, waar hij overleed.

## Kunstschilder
In 1922 hield Neutens een eerste tentoonstelling, met werk dat hij in de voorbije paar jaar had geproduceerd. Talrijke tentoonstellingen volgden, hoofdzakelijk in Brugge, maar ook in Brussel, Kortrijk, Oostende en Gent. In 1963 ging een retrospectieve tentoonstelling door in de Stedelijke Concertzaal in de Sint-Jakobstraat.
De figuratieve schilderijen van Neutens bestreken het brede gamma van (zelf)portretten, stadsgezichten, stillevens, bloemen enz. Daarnaast werkte hij meer abstracte of 'filosofische' thema's uit, alsook mythologische en visionaire thema's.
In de jaren dertig sloot hij aan bij de informele kunstkring gekend onder de naam De Maffia, die Brugse kunstenaars en literatoren bijeenbracht, zoals Achiel Van Acker, Raymond Brulez, Mau Marssen, Richard Declerck, Karel Jonckheere, André Vlaanderen, Robertine De Vooght, Albert Goethals, Jan Vercammen, Marcel Matthijs, Jan Schepens, Egied Strubbe, architecten Ernest en Peter Callebout, Evert Kuypers, Frank De Craeke, Rik Slabbinck, Julius Wostyn, advocaat Emiel De Schepper, enz. Een groepje dat overwegend, maar niet uitsluitend, eerder tot de linkse richting behoorde. Neutens was de ouderdomsdeken van het gezelschap.
Raymond Brulez beschreef Neutens, onder het pseudoniem Arthur Lindebrecht, in Mijn woningen, als volgt: Zijn gezag onder ons was aanzienlijk, omdat hij doorging voor de meest typische vertegenwoordiger van de traditionele Brugse humor. Hij mocht bijvoorbeeld graag de juwelier Van Dierendonck luidop op stang jagen als die naar de loge vertrok: ‘Ah zo! De congregatie wacht op u?’ of: ‘De complimenten aan de Grote Isis!’
Neutens had echter ook een ander gezicht. Hij had zijn zoontje verloren toen het slechts vijf jaar was, waarna hij volledig de weg was kwijtgeraakt. Lange tijd sloot hij zich in zijn atelier van alles en iedereen af. Naar verluidt schilderde hij er elke maand een portret van het jochie, ‘maar dan in de vergaande staat van ontbinding waarin het lijkje moest verkeren’. Na een periode van apathie, waarin zijn naasten vreesden voor zijn leven, ontworstelde hij zich aan zijn inzinking, daarbij duistere visionaire voorstellingen schilderend, vreemde taferelen, onheimelijke landschappen die volstrekt onaards hadden geschenen, ware daar niet in de paarse schaduw van een fantastische boom, welke in geen enkele botanische tuin thuishoorde, de schemerige klaarte van een sereen vrouwennaakt komen boodschappen dat dit oord tóch een Heimat was, zo niet voor levende mensen, dan voor hun schimmen. Uiteindelijk keerde Neutens weer terug naar zijn leven en kunst van voorheen.

## Publicatie
- Naar meer ontwikkeling van ons Vlaamsche volk, Brugge, 1929.